# Lineær aktuator
En lineær aktuator er en aktuator, som skaber en bevægelse i en lige linje, i modsætning til en cirkulær bevægelse i en konventionel elektrisk motor.
Lineære aktuatorer anvendes i maskinværktøjer og industri maskineri, i computerudstyr såsom diskettedrev og printere, til ventiler og dæmpere - og mange andre steder hvor linear bevægelse er ønsket.
Hydraulisk eller pneumatiske cylindere producerer linear bevægelse; mange andre mekanismer anvendes til at omdanne en cirkulær bevægelse til en lineær bevægelse, som f.eks. en svingplade eller en krumtapmekanisme.  

## Teleskopisk linear aktuator
Teleskopiske lineære aktuatorer er specialiserede lineære aktuatorer anvendt hvor pladsbegrænsninger eller andre krav er krævet. Deres bevægelsesrækkevidde er mange gange større end længden af aktuatorenheden.  
En almindelig type er lavet af koaksiale rør med omtrent samme længde, som kan skubbe en arm forbundet til et af rørene og trække armen ind igen, ligesom et ærme.
Andre mere specialiserede teleskopiske aktuatorer anvender en stiv arm når udstrukken og som kan foldes sammen eller skilles ad når trukket ind. Eksempler på teleskopiske lineære aktuatorer omfatter:
- Heliske båndaktuator
- Stiv bælteaktuator
- Stiv kædeaktuator
- Segmenteret spindle